# Große Kugelkaryatide N.Y.
Die Große Kugelkaryatide N.Y. (WVZ Sk 416, auch bekannt als The Sphere, Koenig Sphere und Sphere for Plaza Fountain) ist eine monumentale Großplastik und Hauptwerk des international renommierten deutschen Bildhauers Fritz Koenig (1924–2017).
Die einst als weltgrößte Bronzeplastik der Neuzeit geltende Skulptur stand von 1972 bis zu den Terroranschlägen am 11. September 2001 zwischen den Zwillingstürmen auf dem Vorplatz des World Trade Centers in New York City. Die mehr als 20 Tonnen schwere Plastik konnte nach den Anschlägen als einziges noch erhaltenes Kunstwerk beschädigt, jedoch weitgehend intakt, aus den Trümmern der eingestürzten Twin Towers geborgen werden. Seither veränderte sich die Rezeption der Plastik zu einem bedeutenden symbolischen Mahnmal des 9/11-Gedenkens. Durch die Transformation vom Kunstwerk zum Mahnmal erhielt Koenigs Bronzekugel eine zeitgeschichtliche Bedeutungserweiterung, die jenseits ihrer Rolle in der Kunstgeschichte des 20. Jahrhunderts von außergewöhnlichem Wert ist.
Nachdem die nahezu unrestaurierte Bronzeplastik  zwischen 2002 und 2017 einen vorläufigen Standort im New Yorker Battery Park gefunden hatte, wurde sie nach Initiativen Hinterbliebener der Anschlagsopfer auf Veranlassung der New Yorker Hafenbehörde wieder in die unmittelbare Nähe ihres ursprünglichen Standorts versetzt. Am 29. November 2017 wurde die Große Kugelkaryatide N.Y. als Teil des 9/11 Memorials im Liberty Park am Rande des neu erbauten World Trade Centers schließlich wiedereingeweiht.

## Beschreibung

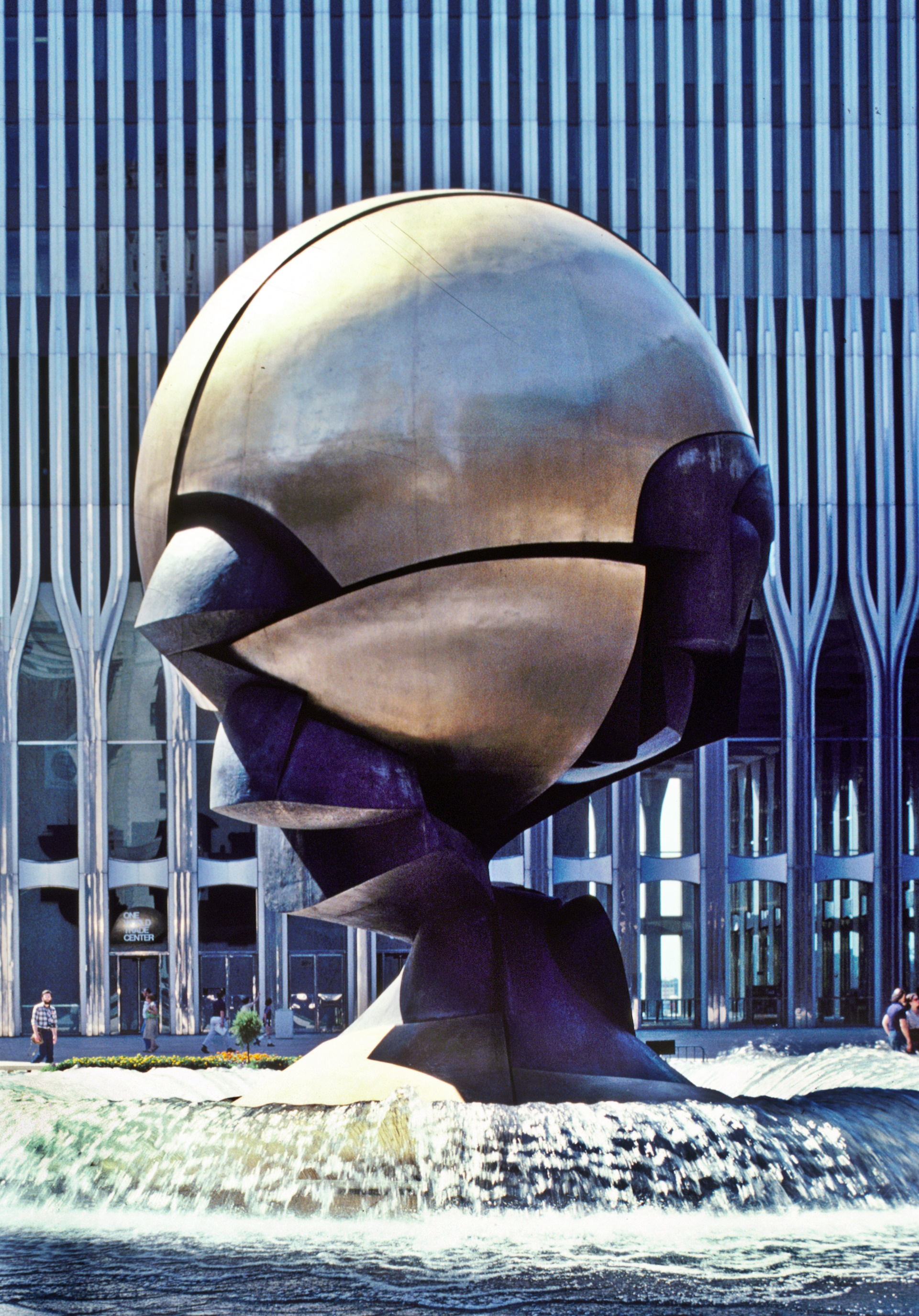
Fritz Koenigs Große Kugelkaryatide N.Y.
World Trade Center, 1976

Im Frühjahr 1967 erhielt der international renommierte deutsche Bildhauer Fritz Koenig den Auftrag, eine Plastik für die Brunnenanlage auf dem Vorplatz des sich noch im Bau befindlichen World Trade Centers in New York City zu entwerfen. Daraufhin schuf Koenig zwischen 1967 und 1971 die figurative und dennoch abstrakt komponierte Bronzeplastik Große Kugelkaryatide N.Y. (Sk 416).
Koenig entwickelte die Großplastik aus Ideen, mit denen er sich bereits seit den frühen 1960er Jahren in einer Vielzahl von Plastiken im größeren und kleineren Maßstab auseinandergesetzt hatte. 1965 wurde Koenig durch eine existentielle Augenerkrankung zu Experimenten mit dem Motiv eines einzelnen Auges inspiriert, das er in größere geometrische Kompositionen integrierte. Als Beispielplastik dient hier insbesondere Augenvotiv II (1967, Sk 408), bei der ein kugelrunder Augapfel umgeben von einer Würfelform zu einem neuen dynamischen Ganzen verschmilzt.
Die Große Kugelkaryatide N.Y. fällt in Koenigs architektonische Schaffensphase, in der er sich in einer Werkgruppe dem Thema der Karyatide widmete. Eine Karyatide bezeichnet in der antiken Architektur eine Frauenplastik, die für die Gebäudestatik eine wichtige tragende Funktion hat und gleichzeitig als gestalterisches Element dient. Bereits im antiken Griechenland wurden Portale und Fassadendächer von künstlerisch veredelten Säulen in Form von Karyatiden gestützt. Dass Koenig diesen Begriff als Bezeichnung für seine Kunstwerke wählte, wirkt vor diesem Hintergrund schwer nachvollziehbar, da bei den Plastiken aus dieser Werkgruppe keine eindeutig weiblich-figürlichen Darstellungen mit einer tragenden Funktion zu erkennen sind. Unabhängig vom allgemeinen Begriffsverständnis inszenierte Koenig seine Karyatiden in höchst abstrakter Form. Er zeigte ein Ringen mit beengenden oder lastenden geometrisierenden Massen, bei der tragende Elemente als Säule in die Höhe verlängert und so selbst zu wichtigen Teilen der Plastik werden. Aus dieser Werkgruppe entstammen die Große Säulenkaryatide B (1966/1967, Sk 383), die Große Säulenkaryatide R (1966/1968, Sk 386) und die Kleine Säulenkaryatide B (1968, Sk 426).
Für die Plastik der Brunnenanlage auf dem Vorplatz des World Trade Centers in New York entschied Koenig, dass er mit seinen nach oben weisenden Säulenkaryatiden nicht mit den Zwillingstürmen des World-Trade-Center-Architekten Minoru Yamasaki konkurrieren will. Stattdessen wählte Koenig eine niedrige, mechanisch rotierende Kugelkaryatide als bewussten Gegenpol zur unbeweglichen Masse der beiden Wolkenkratzer. Die Kugelform war für den Künstler die Urform schlechthin und das Symbol für Kraft, Energie und Leben.
Letztlich wollte Koenig mit seiner Plastik ein formales Gegengewicht zu den beiden Bürohochhäusern markieren, die ihm wie eine „David-Goliath-Situation“ erschienen. Allerdings sagte er einschränkend, dass seine Plastik gegen die Zwillingstürme keine Siegchancen, sondern lediglich Überlebenschancen habe. Basierend auf der Idee einer Kugelform entschied sich Koenig für einen stilisierten Kopf mit einem Zyklopenauge, der aus einem Sockel mit Schaft erwächst. Dabei erinnert die obere Hälfte der Plastik an einen menschlichen Schädel, einen Helm bzw. Footballhelm. Entfernt deuten sich zudem Gesichtszüge an.

„Yamasaki meinte immer, ich sollte die Skulptur größer und noch größer machen, damit sie zu seinem Entwurf passte, aber ich wollte lieber einen Kontrast dazu. So entwarf ich die Kugel, von der einige Leute sagen, sie erinnere an einen Kopf mit Helm. Da habe ich gelacht und zu Yamasaki gesagt: Der Helm ist da, weil mein Kopf nicht von den Türmen erschlagen werden soll, wenn sie einstürzen.“

Die Maße der mehr als 20 Tonnen schweren, bronze- und goldschimmernden Großplastik wurden mit einer Höhe von 7,64 m und einem Durchmesser von 5,20 m angegeben. Damit galt Koenigs Hauptwerk zum Zeitpunkt der Aufstellung vor dem World Trade Center als die weltgrößte Bronzeplastik der Neuzeit und war laut Koenig „sicherlich die größte Bronze, die nach dem Krieg in einem Stück in Europa gegossen worden ist“. Ergänzend merkte Koenig an, dass es sich zudem um einen äußerst anspruchsvoll anzufertigenden Bronzeguss handelte.

Große Kugelkaryatide N.Y. im Zentrum der Brunnenanlage auf dem Vorplatz des World Trade Centers
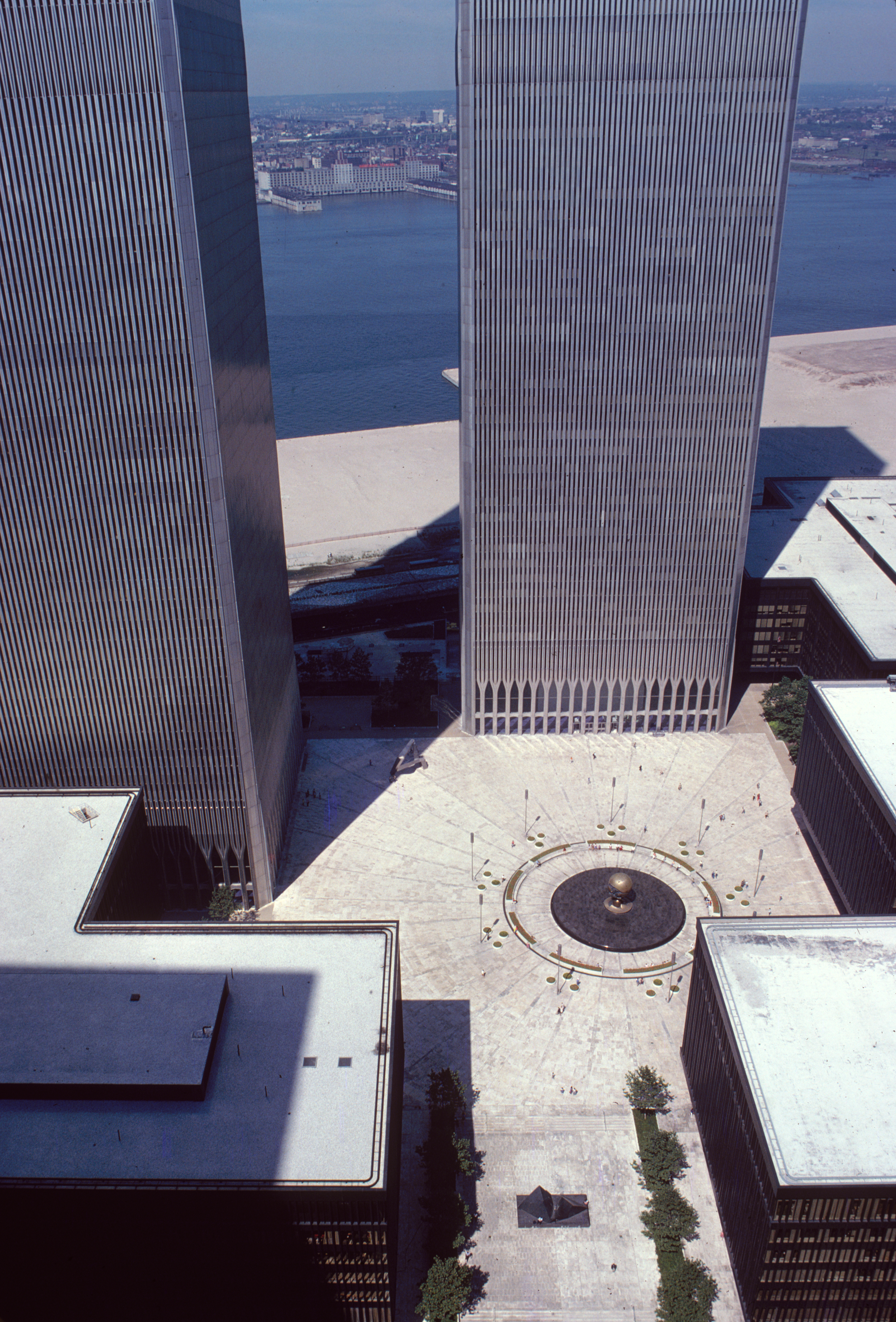
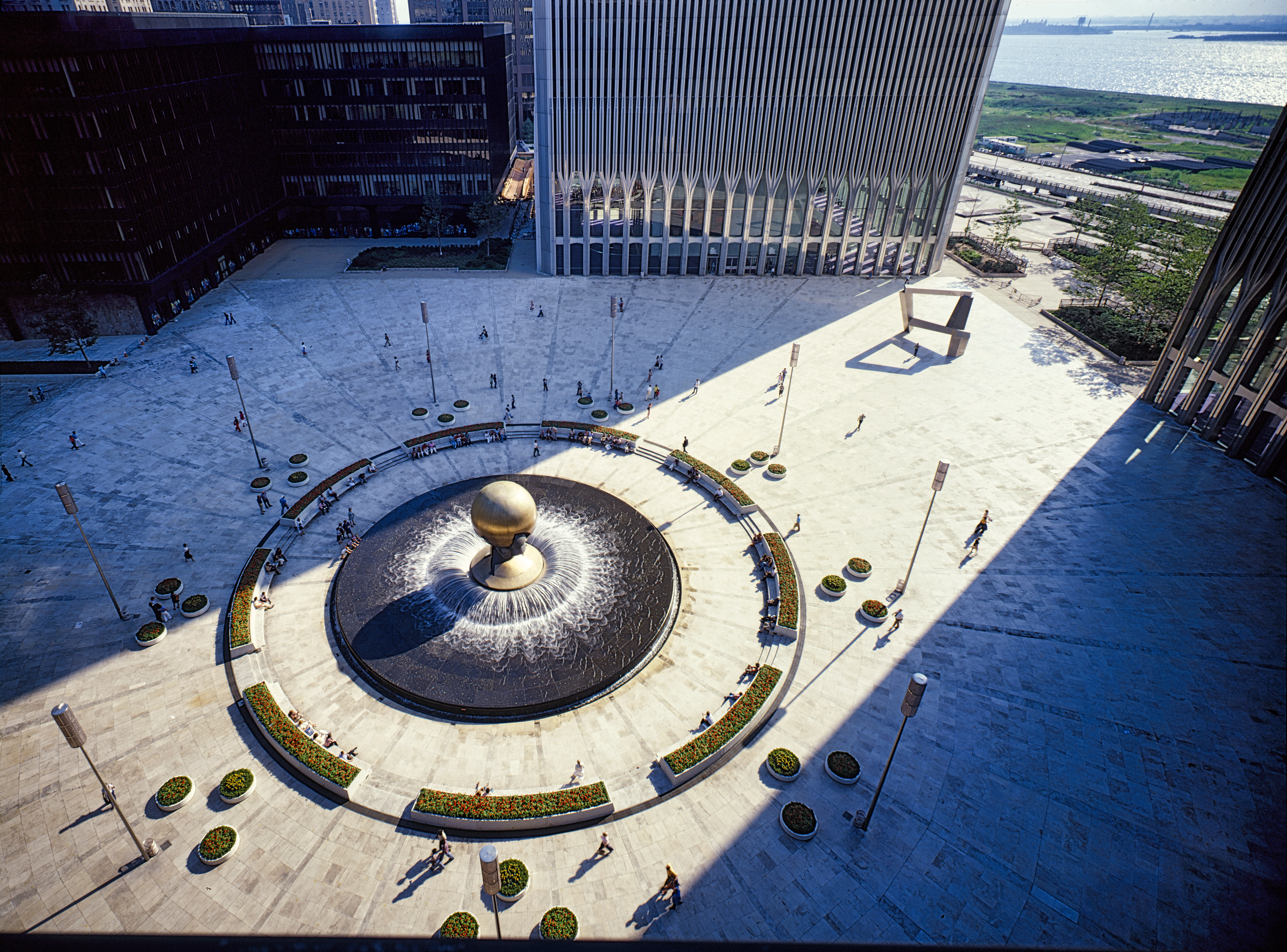
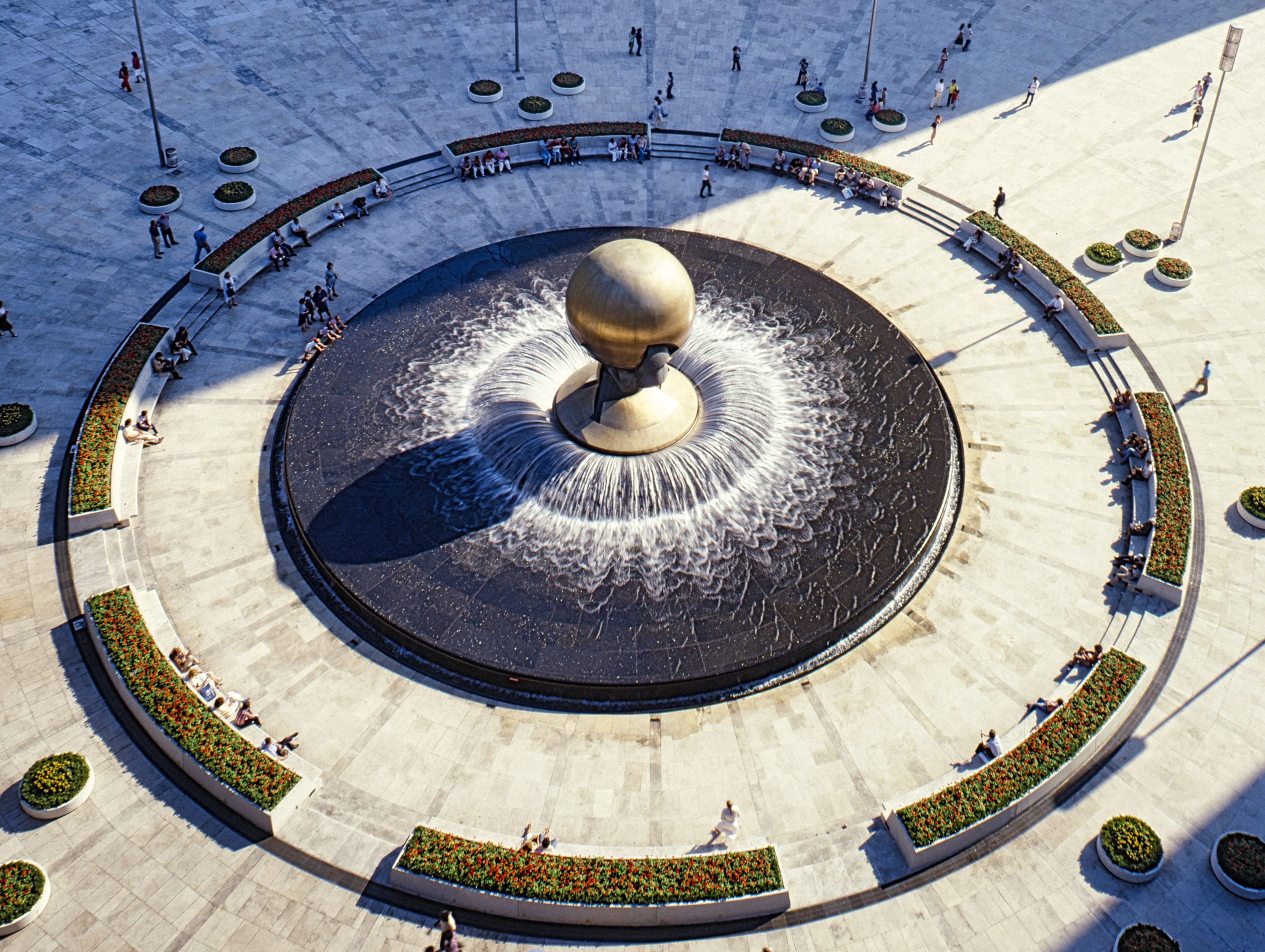
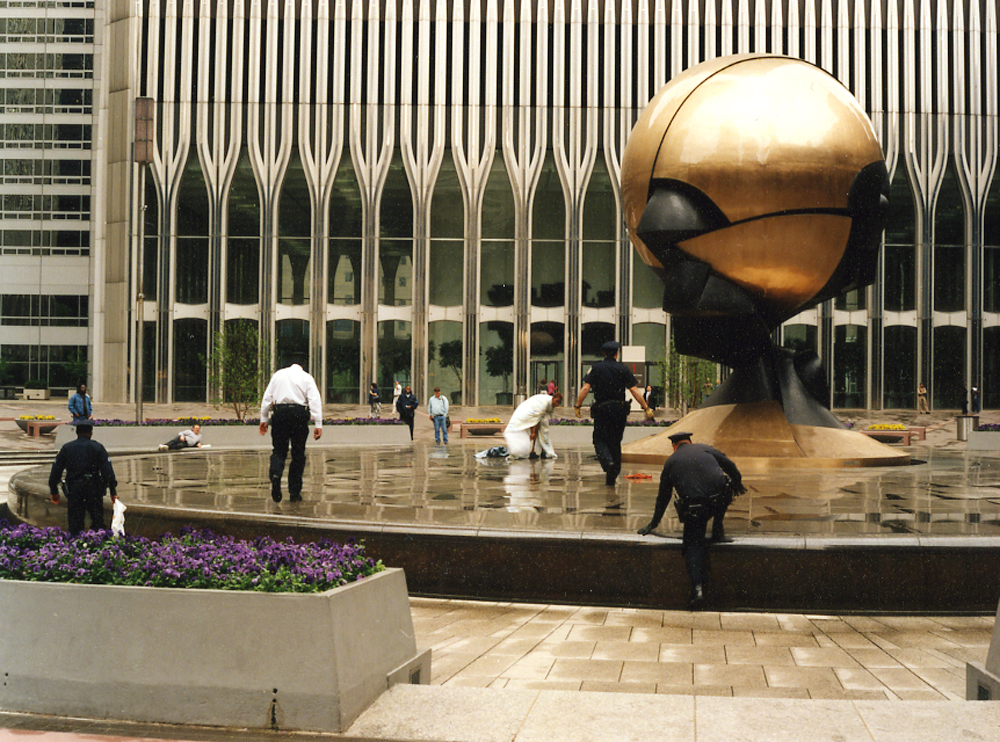
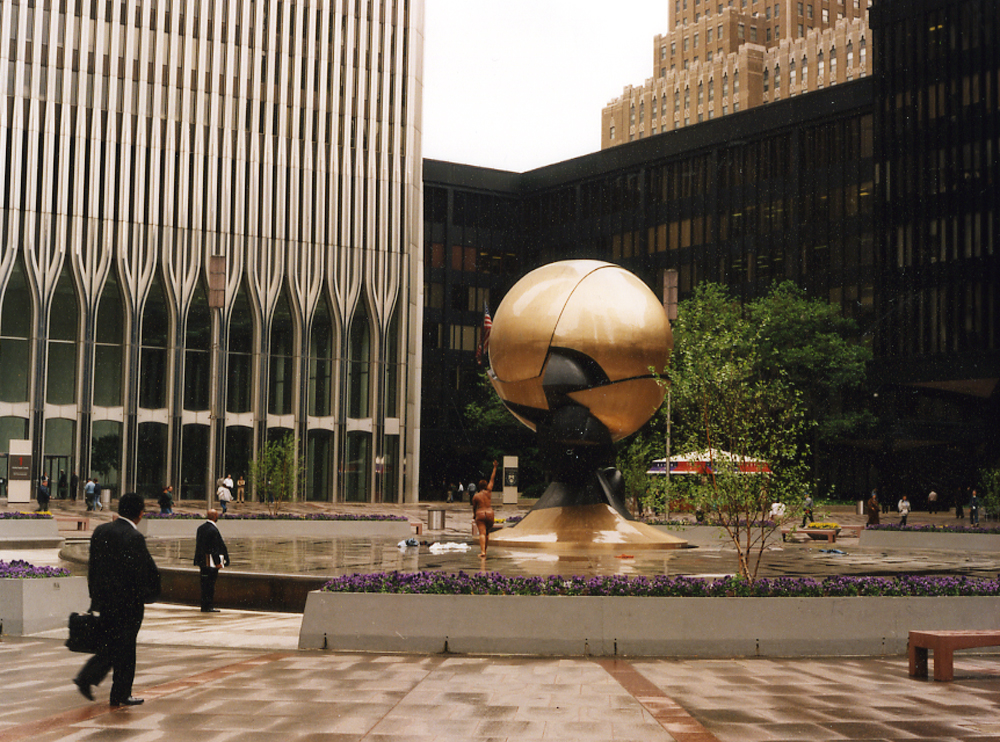

## Entstehungshistorie

### Auftragsanfrage (1967)

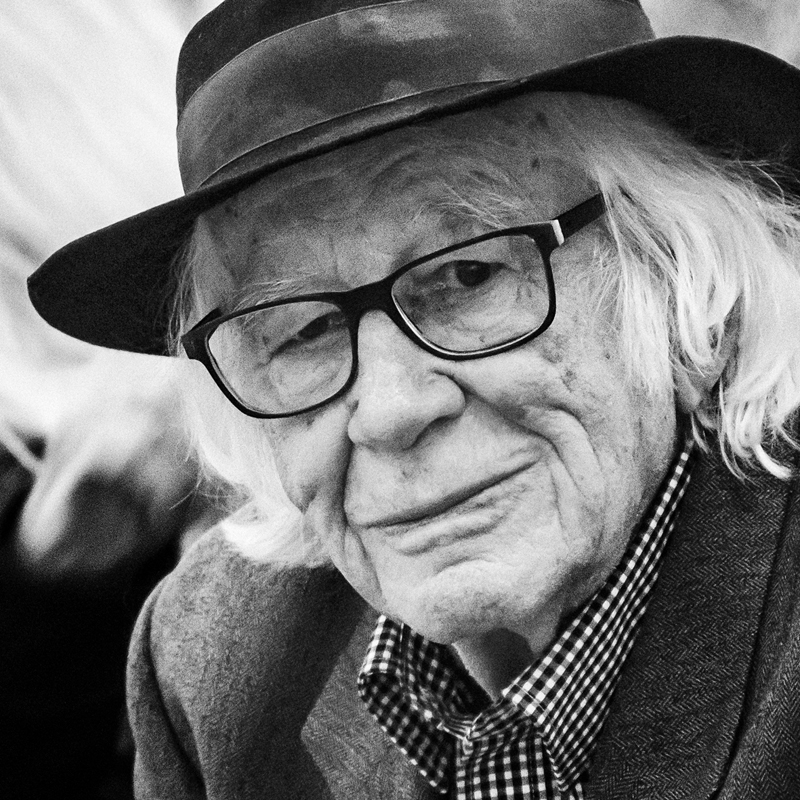
Fritz Koenig (2015)

Seit August 1966 ließ die New Yorker Hafenbehörde als Grundstücksbesitzer und Bauherr das World Trade Center mit den markanten, mehr als 400 Meter hohen Zwillingstürmen an der Südspitze Manhattans errichten. Im Frühjahr 1967 erhielt Fritz Koenig von der Hafenbehörde die Anfrage, ob er bereit sei, den Auftrag für eine Brunnenplastik für die Brunnenanlage des World-Trade-Center-Vorplatzes anzunehmen.
Zu dieser Zeit galt Koenig bereits als international etablierter Künstler. Koenig stellte seit den späten 1950er Jahren seine Plastiken u. a. bei den weltweit bedeutendsten Kunstausstellungen Biennale und der documenta aus. 1967 wurden Koenigs Werke auf der Weltausstellung im Deutschen Pavillon der Expo 67 im kanadischen Montréal gezeigt. Koenigs Durchbruch in den USA und folglich die Auftragserteilung für die Schaffung der WTC-Brunnenplastik ist eng mit dem New Yorker Galeristen und Kunsthändler George William Staempfli verknüpft. 1961 organisierte Staempfli in seiner an der Upper East Side gelegenen Staempfli Gallery Koenigs erste Einzelausstellung auf amerikanischem Boden. Staempfli ließ zwei weitere Koenig-Einzelausstellungen 1963/64 und Ende 1966 folgen.
Nachdem der mit Staempfli befreundete Minoru Yamasaki die Arbeiten Koenigs in der Staempfli Gallery gesehen hatte, bat er den Bildhauer, einen Vorentwurf für eine Plastik für die von Yamasaki entworfene Brunnenanlage auf dem zentralen Vorplatz zwischen den beiden geplanten Zwillingstürmen des World Trade Centers vorzulegen. Yamasaki, amerikanischer Architekt japanischer Abstammung, war davon überzeugt, dass Koenig besonders geeignet und fähig sei, in dem gigantischen Ausmaß der Architektur des World Trade Centers den entscheidenden plastischen Akzent zu setzen. Als das erste Gespräch zwischen Yamasaki und Koenig stattfand, wurde noch in der gewaltigen Baugrube an den Fundamenten und sonstigen nötigen Versorgungsstellen für die Zwillingstürme und Nebengebäude des World Trade Centers gearbeitet. Dementsprechend konnte sich Koenig für seine Entwürfe lediglich auf die Pläne und ein Modell des World Trade Centers stützen.

### Entwurf und Schaffensprozess (1967–1971)

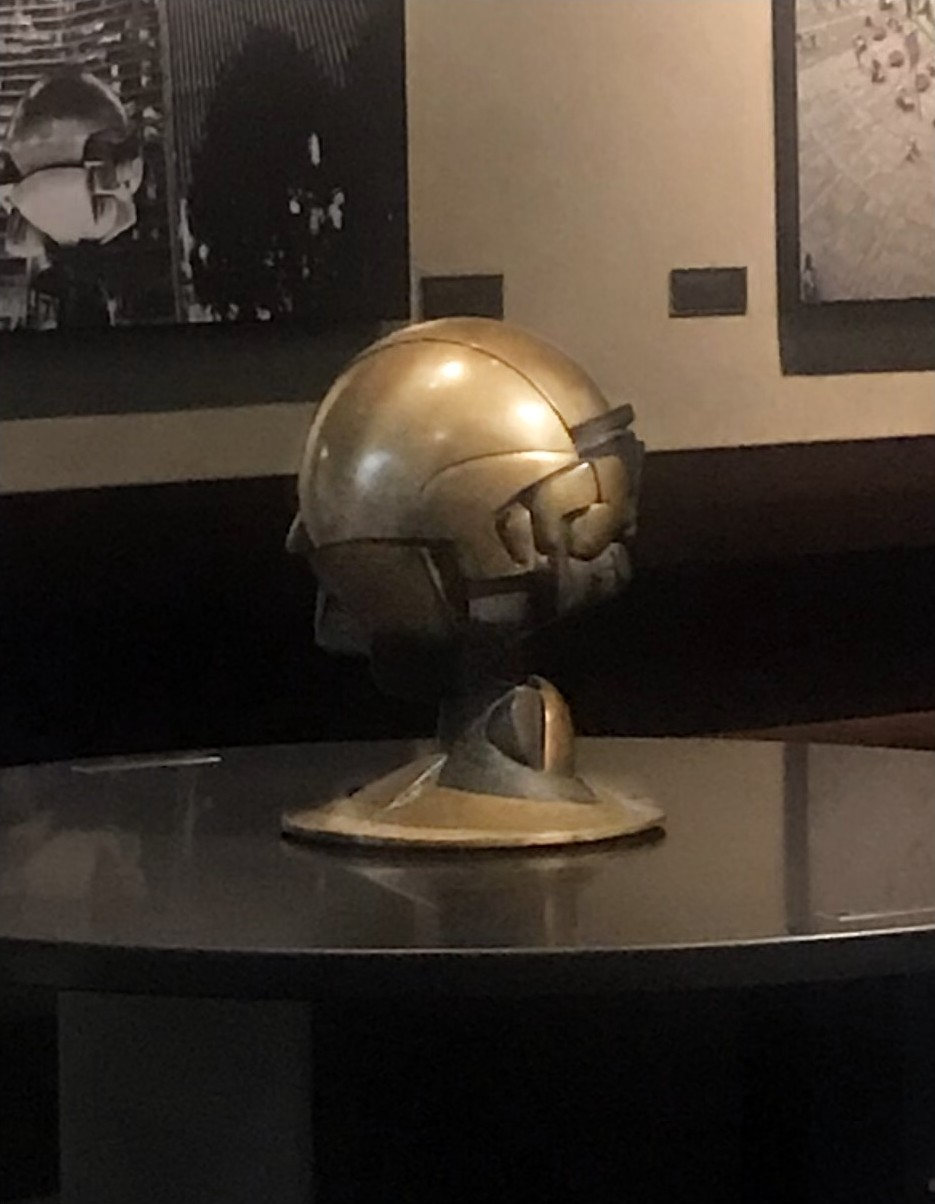
Modell im Maßstab 1:12 in der Lobby des National September 11 Memorial and Museum

Die Entwurfsphase wurde von einem sich entwickelnden Schaffensprozess begleitet. Koenig begann mit einem ersten, etwa 50 cm großen Modell (Kleine Kugelkaryatide I, 1967). Es folgten eine Reihe von Modellen in kleinem Maßstab (Kleine Kugelkaryatide II bis IV, 1967, Sk 409 bis 412), die Kleine Kugelkaryatide V (1968, Sk 413) sowie zahlreiche konzeptionelle Begleitzeichnungen (Kugelkaryatide N.Y., 1967, Hz 938 bis 962). Als definitive Entwurfs- und Präsentationsversion im Maßstab 1:12 diente schließlich die Kleine Kugelkaryatide V, N.Y. (1968, Sk 413), die in New York begutachtet wurde und Koenig schließlich im Jahr 1968 den offiziellen Auftrag der Hafenbehörde für die Plastik im großen Maßstab einbrachte. Es wurde der größte Auftrag, den je ein deutscher Bildhauer für die USA erhalten hat. Ein Modell der Großen Kugelkaryatide N.Y. befindet sich heute im Eingangsbereich des neu erbauten One World Trade Centers. Weiterhin ist ein von Koenig an die Stadt New York gespendetes Bronzemodell der Plastik im Maßstab 1:12 als einziges Ausstellungsstück im unterirdisch gelegenen Eingangsbereich der Lobby im National September 11 Memorial and Museum zu sehen.
Die Anfertigung der Plastik begann im Winter 1968/69 und dauerte bis Ende 1971. Die Arbeiten am Gipsmodell in Originalgröße erforderten einen den Abmessungen gewachsenen Neubau einer scheunenartigen Atelierhalle auf dem Gelände von Koenigs Gehöft auf dem Altdorfer Ganslberg bei Landshut. Die Forderung der auftraggebenden Hafenbehörde, den Auftrag in New York abzuwickeln, hatte Koenig abgelehnt. Koenig wurde bei der Fertigung seines Kunstwerks durch seinen langjährigen Assistenten Hugo Jahn und den Südtiroler Bildhauer Josef Plankensteiner unterstützt. Zunächst wurde ein Modell in Originalgröße aus Gips angefertigt. Ab 1969 wurden die in 67 Einzelteile zerlegten Gipselemente der Kugel in der Münchener Kunstgießerei Hans Mayr im Sandgussverfahren in Bronze gegossen. Mit dem fast gleichaltrigen Gießereimeister Hans Mayr III. verband Koenig bereits seit 1950 eine enge Beziehung und er ließ seither nahezu sämtliche Güsse von ihm fertigen.
Anschließend wurden die einzelnen Bronzesegmente mit einem Gesamtgewicht von 17 Tonnen in die Werkhalle zum Ganslberg gebracht und dort auf ein drei Tonnen schweres Innengerüst aus Stahl in sechs große Teile zusammengeschweißt. Nach insgesamt vierjähriger Planung und Herstellung wurde die fertige Plastik erneut zerlegt und mit Tiefladern und LKW zu einer Werft im Bremer Hafen transportiert. Vor Ort wurden die Bronzeelemente der Kugel sowie der Sockel in einwöchiger Schweißarbeit wieder zusammengefügt, so dass Koenigs Plastik als Ganzes in einer überdimensionalen Holztransportkiste Anfang 1972 den Seeweg über den Atlantik nach New York antreten konnte.

### Standort World Trade Center (1972–2001)

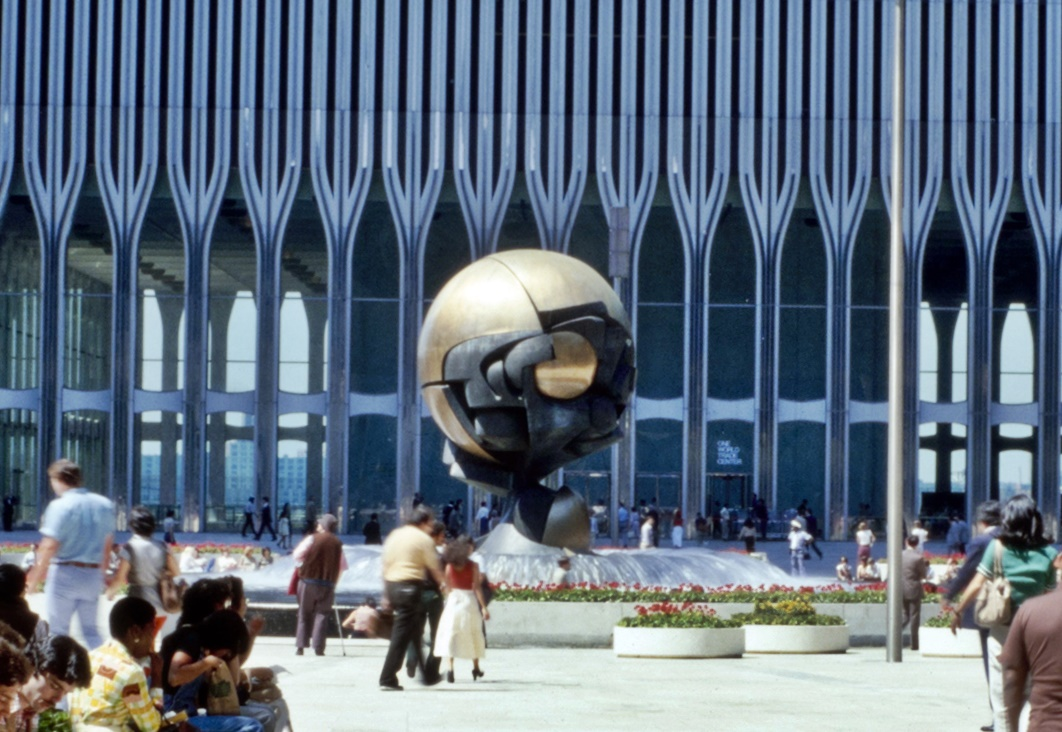
Die Große Kugelkaryatide N.Y. im Zentrum der Brunnenanlage vor dem World Trade Center

Nach der Ankunft der Plastik im New Yorker Hafen zu Beginn des Jahres 1972 wurde die Große Kugelkaryatide N.Y. als zentrales Element der Brunnenanlage Plaza Fountain auf dem nach Austin J. Tobin (Direktor der New Yorker Hafenbehörde) benannten Vorplatz des sich noch im Bau befindlichen World Trade Centers installiert. Die Bronzeplastik wurde auf einer Porphyrscheibe (Höhe: 1 m, Durchmesser: 25 m) montiert und drehte sich binnen 15 Minuten einmal um ihre Achse. 600 Liter Wasser strömten pro Sekunde aus den unter der Bronzeplastik angebrachten Düsen der zugehörigen Brunnenanlage Plaza Fountain. Das Brunnenwasser wurde dabei in einem um die Kugel verlaufenden Ring auf die sich an die Kugel anschließende ebene Fläche der Porphyrscheibe gespritzt. Dadurch sollte der Eindruck entstehen, dass die Kugelkaryatide aus dem Wasser emporsteigt. Das Wasser wurde über der flachen Gesteinsplatte zum Rand des Brunnens gepumpt, stürzte hier etwa einen Meter tief ab, versank dann durch ein bronzenes Bodengitter in einen Ringkanal, um von da aus wieder zur Mitte in den Wasserkreislauf zurückgeführt zu werden. Konzipiert wurde die Technik der Anlage am Institut für Hydraulik und Gewässerkunde der Technischen Universität München, an der Koenig seit 1964 einen Lehrauftrag für plastisches Gestalten mit Professorentitel innehatte.
Bei der Einweihungszeremonie des World Trade Centers am 4. April 1973 in Anwesenheit von Nelson Rockefeller in seiner Funktion als Gouverneur des Bundesstaats New York wurde die Große Kugelkaryatide N.Y. als ein „Symbol des Weltfriedens durch Handel“ gefeiert. Die Plastik samt Brunnenanlage entwickelte sich zu einem beliebten Treffpunkt für die New Yorker Bevölkerung, Büromitarbeiter des World Trade Centers und Touristen. Der ursprüngliche Name „Große Kugelkaryatide N.Y.“ konnte sich in den USA nicht durchsetzen. Die kugelförmige Plastik wurde jenseits des Atlantiks als „The Sphere“, „Koenig Sphere“, oder „Sphere for Plaza Fountain“ benannt.

## Vom Kunstwerk zum Mahnmal

### Beschädigung am 11. September 2001
Durch die Terroranschläge am 11. September 2001 wurde die Plastik überraschenderweise nicht völlig zerstört, sondern blieb zwischen den eingestürzten Türmen des World Trade Centers im Ganzen erhalten, mit einigen signifikanten Beschädigungen an der oberen Hälfte der Kugel. Am 21. September 2001 begann eine von der New Yorker Hafenbehörde zusammengestellte Arbeitseinheit von Kunstexperten und Architekten in den Trümmern der eingestürzten Zwillingstürme nach Resten des Eigentums und Gütern der Hafenbehörde zu suchen. In einem am 29. September 2001 erfolgten Bericht an die Hafenbehörde empfahl der Leiter der Arbeitsgruppe insgesamt sechs Objekte, die eine sofortige Bergung verdienten. Darunter waren zwei massive Fassadenteile der Twin Towers sowie Koenigs Bronzeplastik.
Am 14. Oktober 2001 flog Koenig in Begleitung des Filmkünstlers Percy Adlon nach New York, um das Schicksal seiner Plastik zu erkunden. Mit Unterstützung des in New York residierenden stellvertretenden Generalkonsuls Stefan Schlüter konnte Koenig bis auf wenige Meter an seine im Ground Zero liegende Plastik gelangen. Diese war unter das Straßenniveau abgesunken, da der gesamte WTC Plaza mit der Brunnenanlage in das darunterliegende Einkaufszentrum eingebrochen war. Für den Abtransport aus dem Trümmerfeld wurde das Kunstwerk zunächst von seinem Sockel demontiert und anschließend in der Nähe des John-F.-Kennedy-Flughafens in einem Flugzeughangar eingelagert, der unterdessen als Zwischenlager des World-Trade-Center-Memorial-Archivs umfunktioniert wurde.
Percy Adlon zeigt im 2002 veröffentlichten Dokumentarfilm „Fritz Koenigs Kugel – Der Bildhauer und der 11. September“ (engl. Titel „Koenig’s Sphere“) die Wiederbegegnung Koenigs mit seinem stark beschädigten Kunstwerk wenige Wochen nach den Anschlägen vom 11. September 2001 und die im März 2002 erfolgte Neuaufstellung als Mahn- und Denkmal im New Yorker Battery Park. Koenig erinnert sich darin an die Entstehung der Kugelkaryatide und spricht über Vergänglichkeit und Transformation von Kunst angesichts dieser menschlichen Tragödie:

„Jetzt hat sie eine andere Schönheit, eine die ich mir nie vorstellen konnte.
Sie hat nun ihr eigenes Leben – ein anderes als jenes, das ich ihr gegeben habe.“

Große Kugelkaryatide N.Y. im Trümmerfeld des World Trade Centers nach dem 11. September 2001
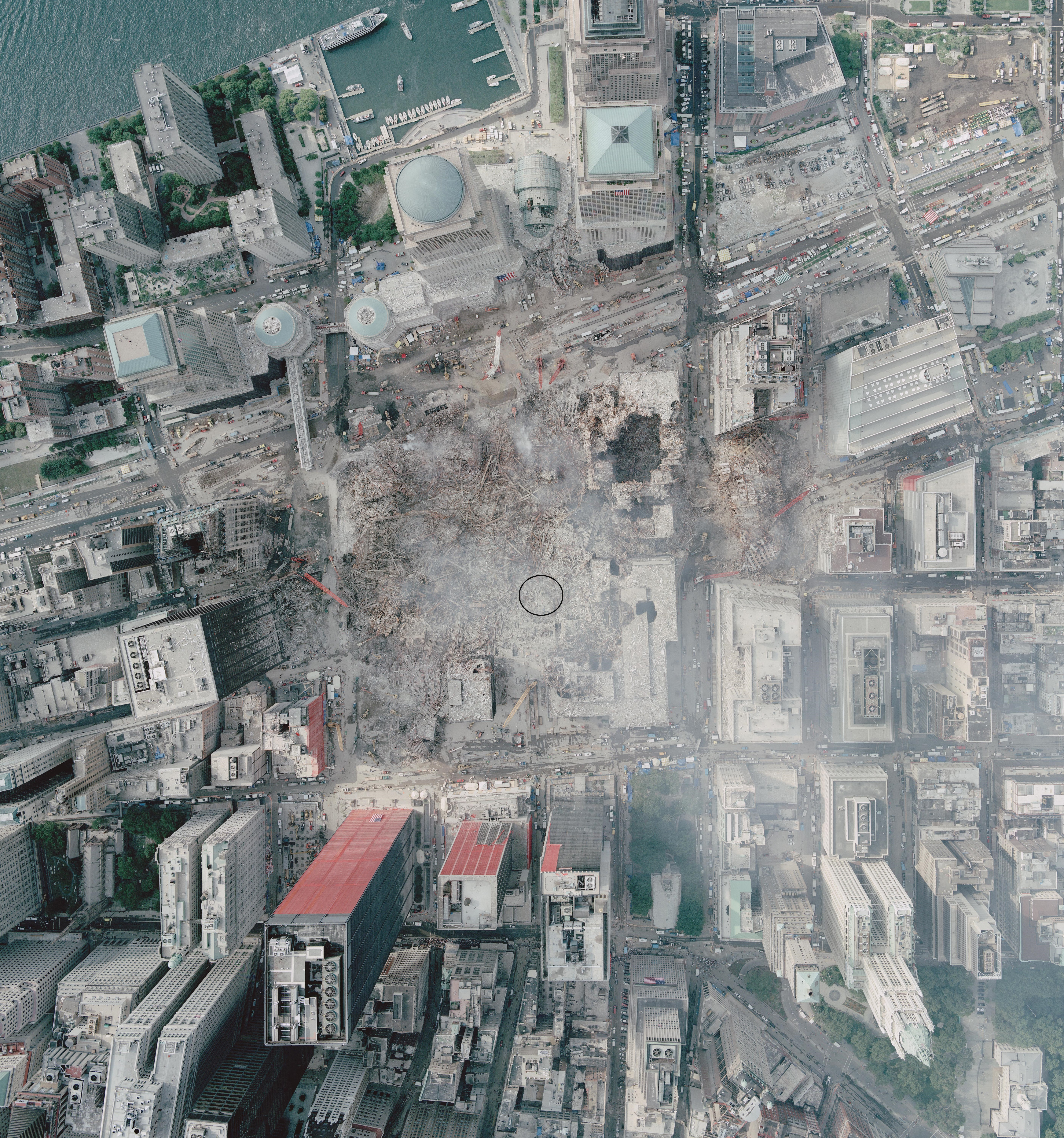
Ground Zero, Luftbild 23. September 2001
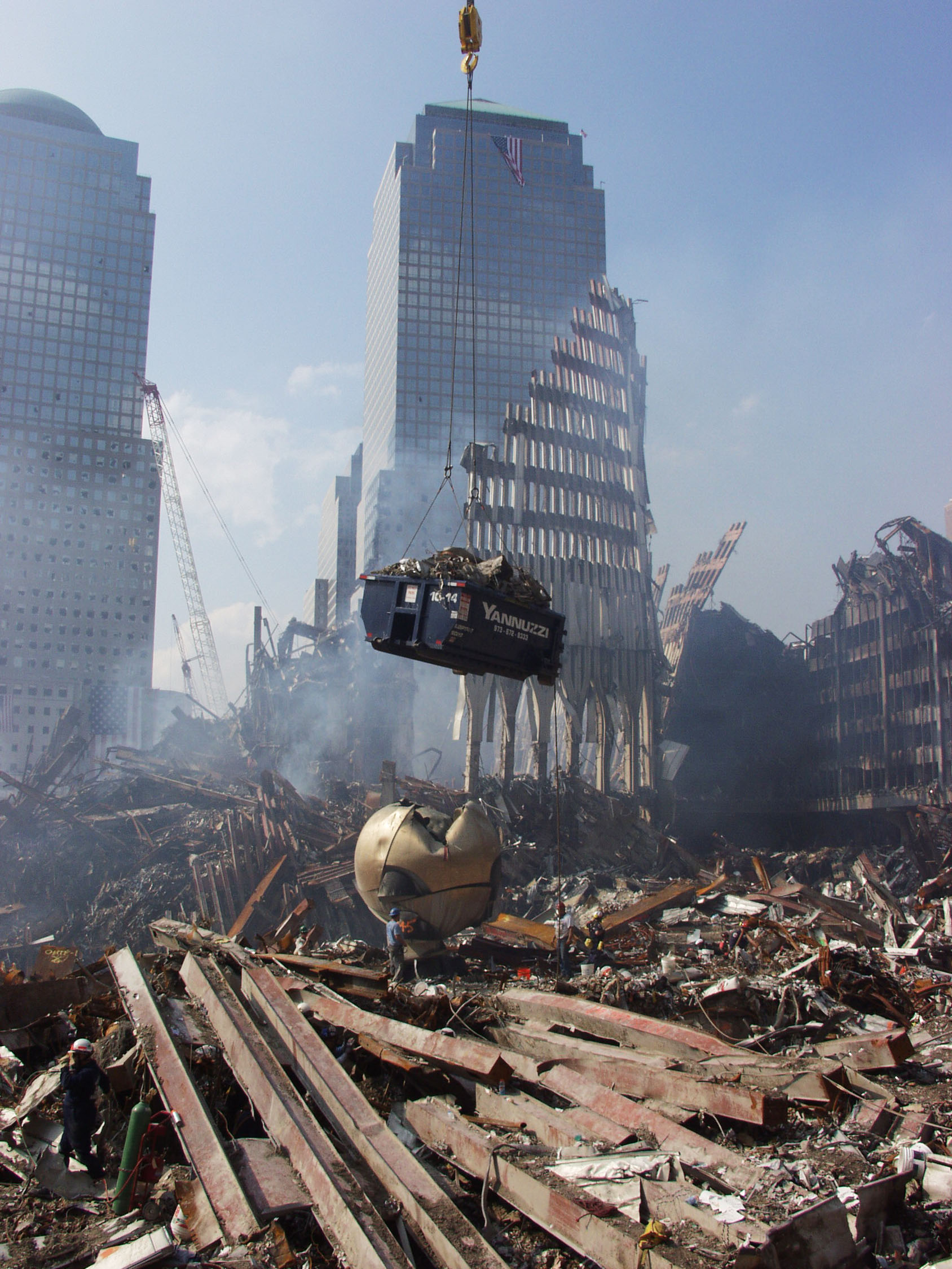
Ground Zero 21. September 2001
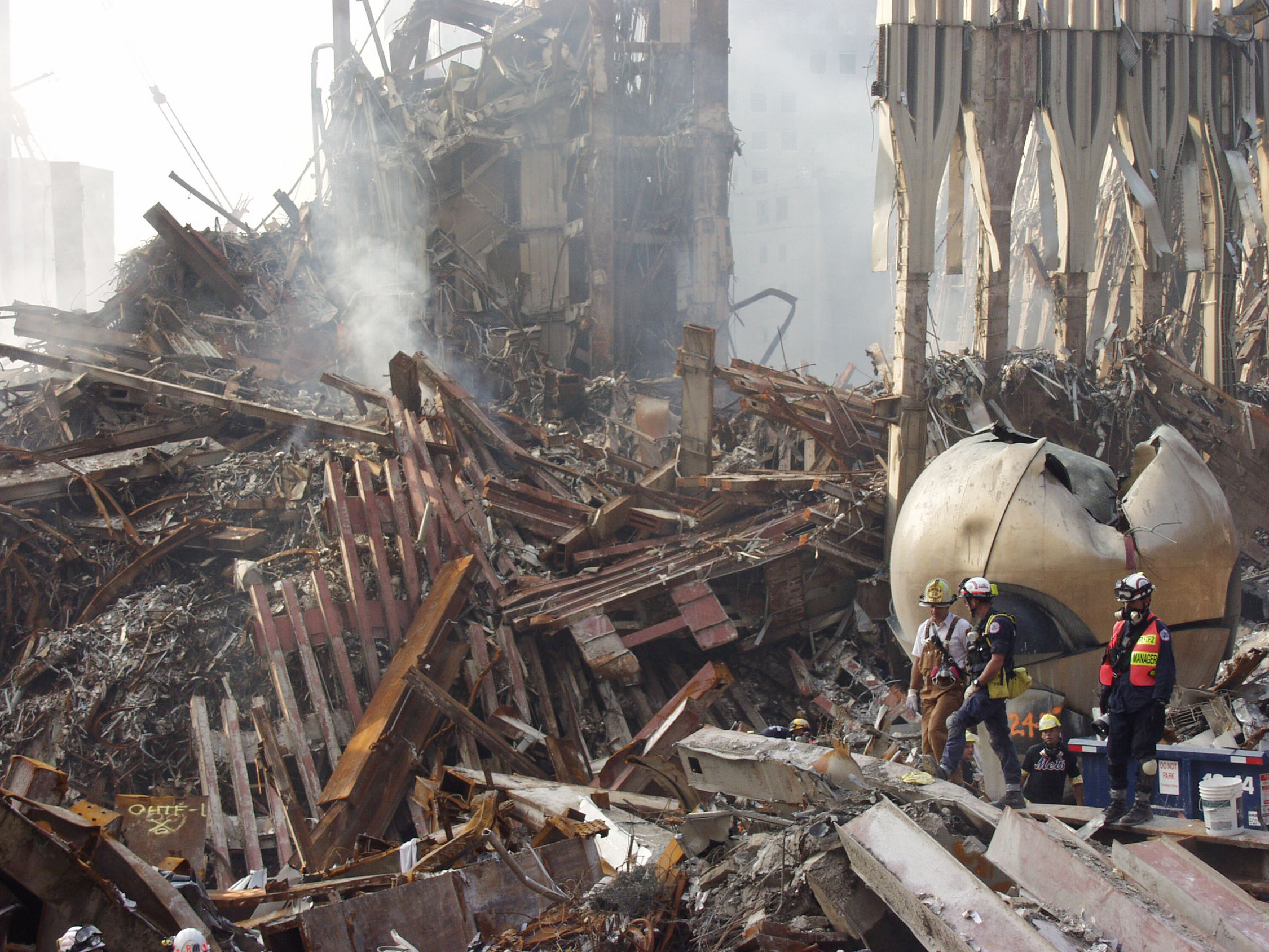
Ground Zero 21. September 2001
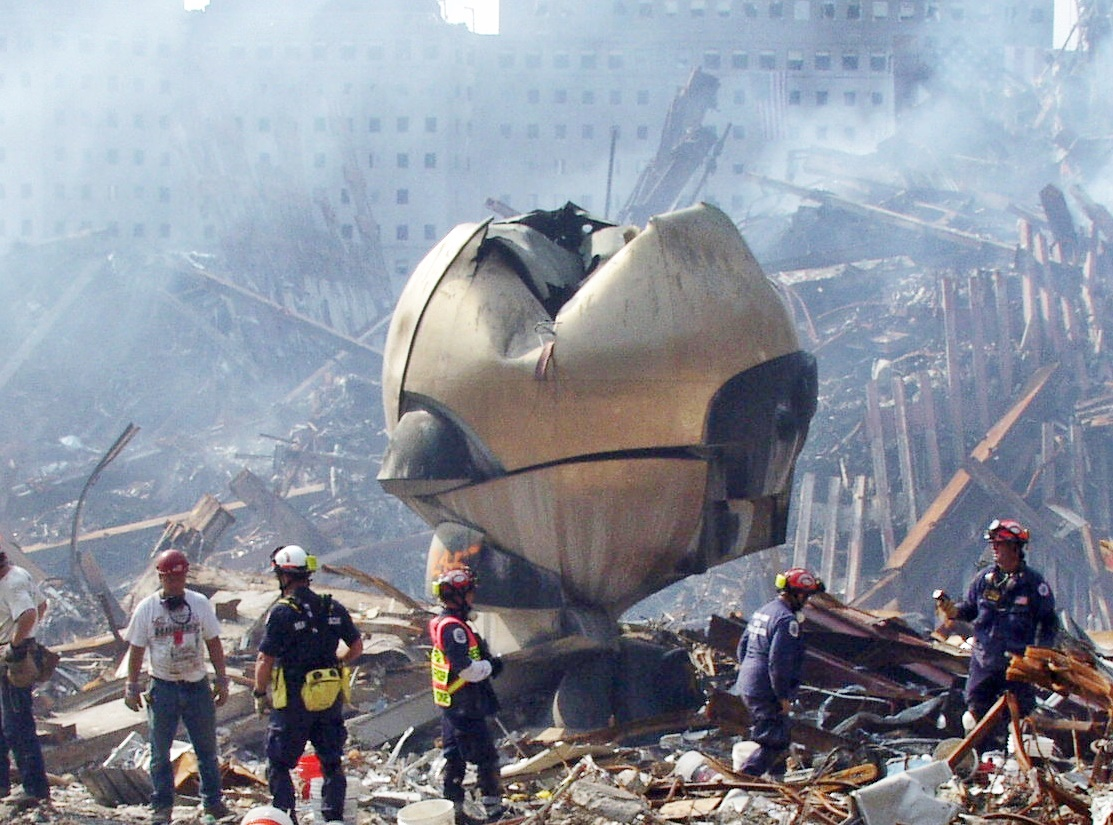
Ground Zero 21. September 2001
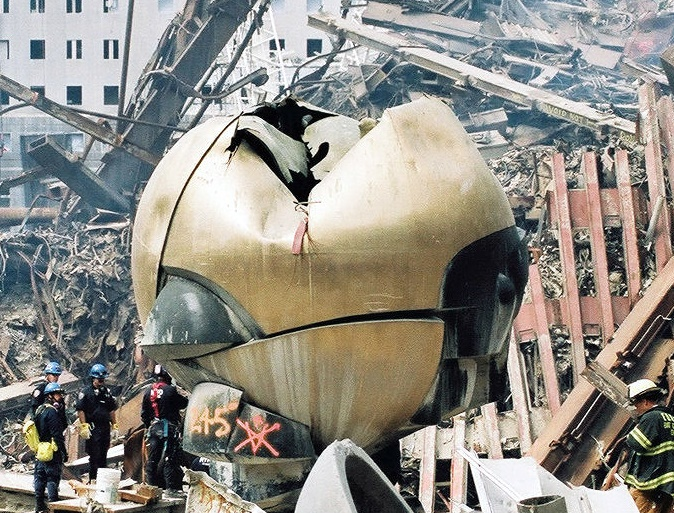
Ground Zero 27. September 2001

### Standort Battery Park (2002–2017)

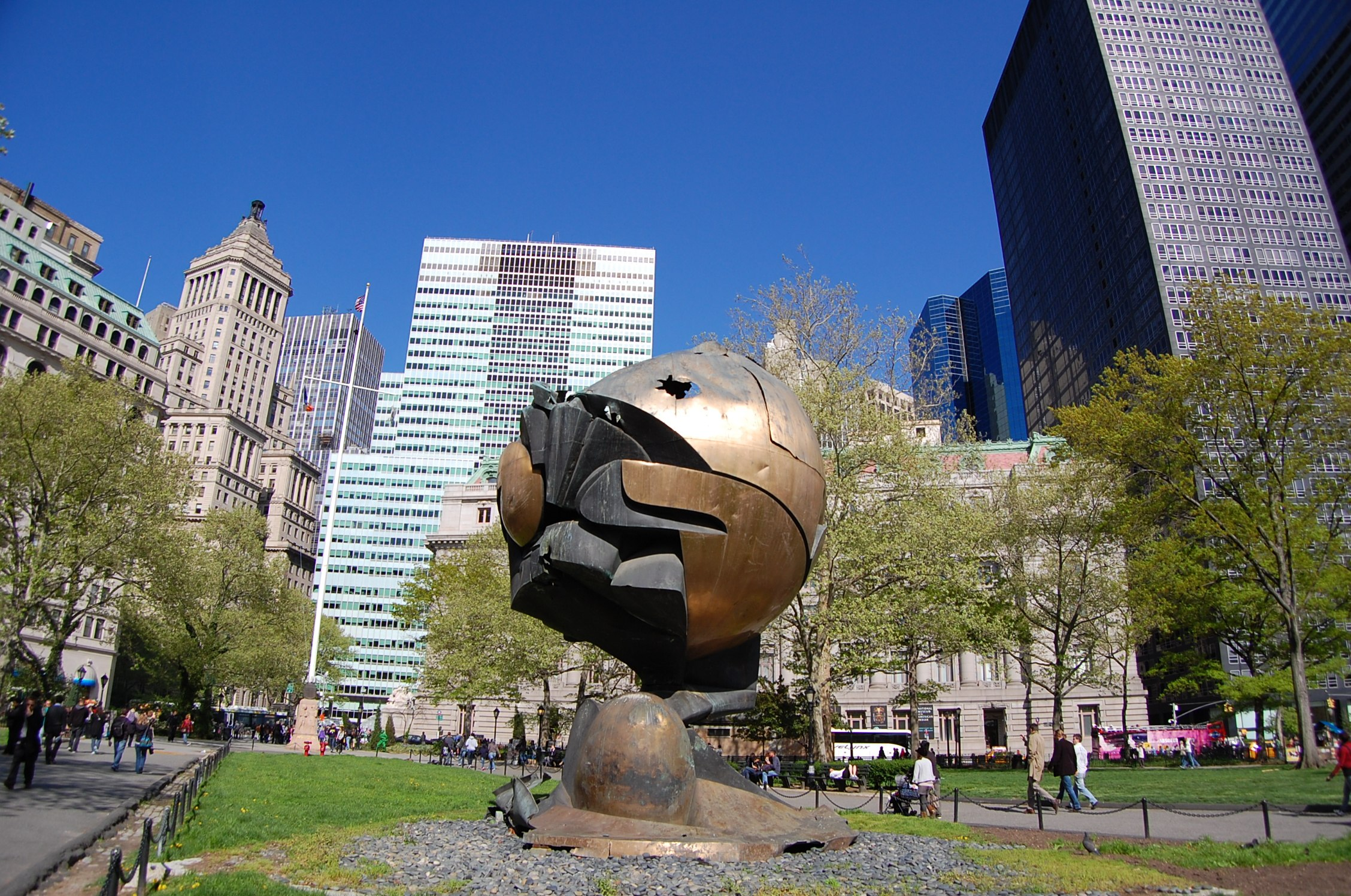
Zwischen 2002 und 2017 stand Koenigs beschädigte Großplastik im New Yorker Battery Park

Im Rahmen einer Kooperation finanzierten die im Zuge der Anschläge gegründete Lower Manhattan Development Corporation (LMDC), die New Yorker Hafenbehörde und die Stadt New York die Wiederaufstellung der ramponierten Großen Kugelkaryatide N.Y. im Battery Park an der südlichen Spitze Manhattans – rund 900 Meter von ihrer ursprünglichen Aufstellungsstätte auf dem Plaza des World Trade Centers entfernt. Ein amerikanischer Ingenieur und sein 20-köpfiges Team fügten Anfang März 2002 die einzelnen Teile der Plastik an ihrem neuen Standort im nordöstlichen Teil des Battery Parks innerhalb von fünf Tagen im Beisein und mit Unterstützung Koenigs wieder zusammen. Im Sinne des Künstlers und seines Kunstverständnisses wurde auf weitere Restaurierungsarbeiten verzichtet. Vielmehr unterstützte Koenig das Anliegen, dass seine Plastik vom Kunstwerk zum Mahnmal transformiert.
Am 11. März 2002 – exakt sechs Monate nach den Anschlägen – wurde anlässlich der Wiederaufstellung der Großen Kugelkaryatide N.Y. im Battery Park eine Einweihungszeremonie im Beisein von Koenig, der ehemaligen Präsidentengattin Hillary Clinton, New Yorks Gouverneur George Pataki sowie dem New Yorker Bürgermeister Michael Bloomberg abgehalten.
Kurz nach der Aufstellung im Battery Park wurde die Plastik zum offiziellen „Interim Memorial“ („temporäre Gedenkstätte“) für die Opfer der Anschläge ernannt. Mit einer am 11. September 2002 an der Plastik aufgestellten „Ewigen Flamme“ wurde Koenigs Kugel zu einer „Ikone der Hoffnung“ und zum „Symbol für den unzerstörbaren Willen einer ganzen Nation“, so die zugehörige Gedenktafel der Plastik. Koenigs Kugel vertritt seitdem die Botschaft des Gedenkens und Mahnens an die Terroranschläge.

### Kontroverse um Rückführung zum World Trade Center (2002–2017)

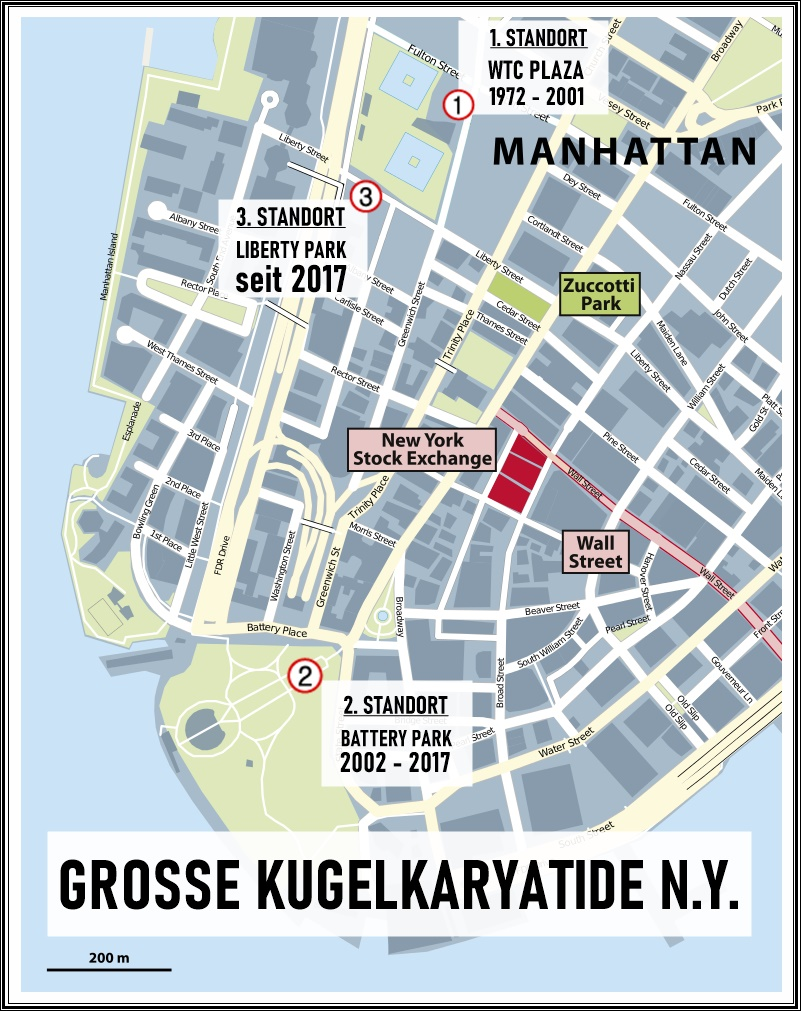
Übersichtskarte über die bisherigen Standorte der Plastik

Im Zuge der Planungen für den Bau des neuen World Trade Centers mit der zu gründenden 9/11-Gedenkstätte entwickelte sich seit der Aufstellung der Plastik im Battery Park eine Kontroverse um einen „würdigeren“ Platz für Koenigs Kugel. In den Planungen der Architekten wurde das zum Mahnmal transformierte Kunstwerk nicht berücksichtigt. Für Interessensgruppen Hinterbliebener der Terroranschläge hatte The Sphere aber inzwischen eine besondere Bedeutung gewonnen. Sie setzten sich ab 2002 für eine Versetzung und Rückführung der Plastik als Teil der 9/11-Gedenkstätte auf dem Gelände des wiederhergestellten World Trade Centers ein. Bis dies geschah, blieb die Bronzekugel zunächst noch über viele Jahre im Battery Park.
Spätestens 2009 machten sich Korrosionsschäden an Koenigs Kugel bemerkbar. Saurer Regen verfärbte das Metall der Außenseite, während sich aufgrund der oberseitigen Beschädigung im Inneren Müll, Rost und Vogelkot ansammeln konnte. Für den Battery Park wurde unterdessen eine neue Landschaftsgestaltung erarbeitet, in der The Sphere nicht mehr vorgesehen war und aus dem Park entfernt werden sollte. Mit der Einweihung der offiziellen Gedenkstätte National September 11 Memorial zum 10. Jahrestag der Anschläge am 11. September 2011 veränderte sich die Situation noch einmal. Die Sphere verlor als Mahnmal an Bedeutung. Die bereits 2002 von Michael Burke gegründete 9/11-Hinterbliebenen-Organisation Save the Sphere (dt.: Rettet die Kugel) war besorgt über die Zukunft von Koenigs 9/11-Mahnmal und sammelte ab Mitte 2012 in einer Online-Petition mehrere tausend Unterschriften, die sich für den Umzug der Kugel in die 9/11-Gedenkstätte einsetzte. Im Juni 2012 verlautbarte der Direktor der New Yorker Hafenbehörde, dass er, viele New Yorker und vor allem viele Mitarbeiter der Hafenbehörde das Anliegen der Initiative teilen.
Währenddessen folgte mit der Eröffnung des 9/11-Museums im Mai 2014 ein weiterer Gedenkort. Die Initiative Save the Sphere fand letztlich in Zusammenarbeit mit der New Yorker Hafenbehörde eine für alle Seiten zufriedenstellende Lösung. Als neuer Standort für die Große Kugelkaryatide N.Y. wurde im Sommer 2016 der gerade erst eröffnete Liberty Park in der südwestlich gelegenen Ecke des World Trade Centers verkündet.

### Standort Liberty Park (seit 2017)

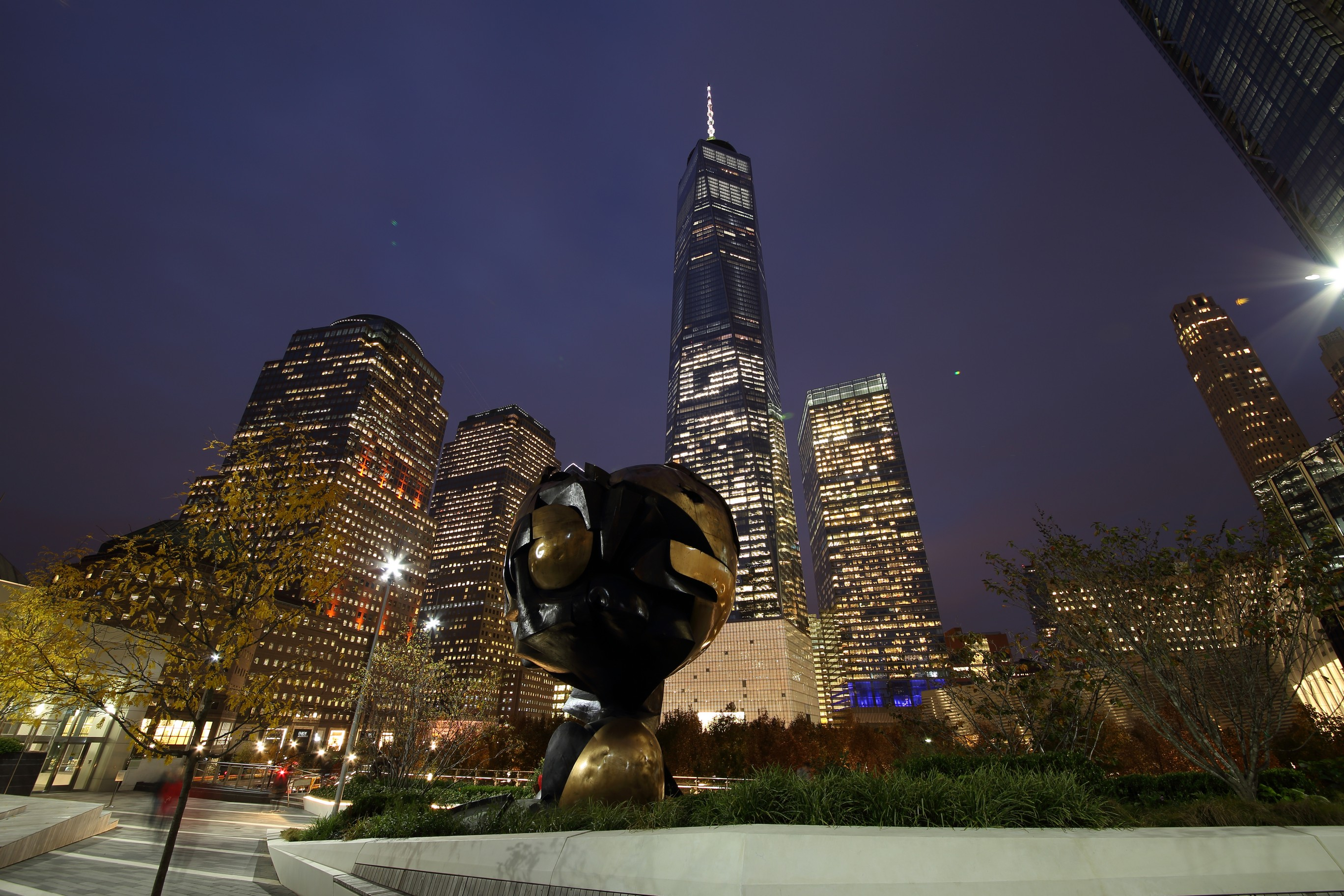
Nach einer langjährigen Standortdebatte wurde die Plastik 2017 in den Liberty Park versetzt

Aufgrund des einstimmigen Beschlusses der New Yorker Hafenbehörde vom 21. Juli 2016 erhielt die Große Kugelkaryatide N.Y. im August 2017 ihren endgültigen Aufstellungsort als Teil des 9/11-Memorials im dazugehörigen Liberty Park. Als der 92-jährige Koenig informiert wurde, dass sein „Kind“ künftig im Liberty Park stehen wird, war er laut der mit dem Künstler vertrauten Kunsthistorikerin Stefanje Weinmayr „wie elektrisiert“. Mit der Aufstellung der Bronzeplastik im Battery Park war Koenig über die Jahre mehr und mehr unzufrieden gewesen. Zum Gedenken an die Opfer der Terroranschläge erhielt der Liberty Park Koenigs Plastik als Schenkung der AXA Nordstern Art Insurance Corporation, die nach dem 11. September 2001 zum Besitzer der Sphere geworden war.
Am 6. September 2017, ein halbes Jahr nach Koenigs Tod, wurde The Sphere nach den Aufstellarbeiten enthüllt. Die offizielle Neueinweihungszeremonie folgte am 29. November 2017. Der neue Standort der Bronzeplastik liegt etwa 200 Meter vom ursprünglichen Standort entfernt auf dem Vorplatz des am 11. September 2001 zerstörten World Trade Center. Am alten Standort befindet sich seit Juni 2015 ein neues Teilstück der Greenwich Street zwischen Vesey Street und Liberty Street.
An ihrem endgültigen Standort zieht die zum Mahnmal gewordene Große Kugelkaryatide mittlerweile mehr Besucher als je zuvor an.

## Rezeption

### Vor dem 11. September 2001

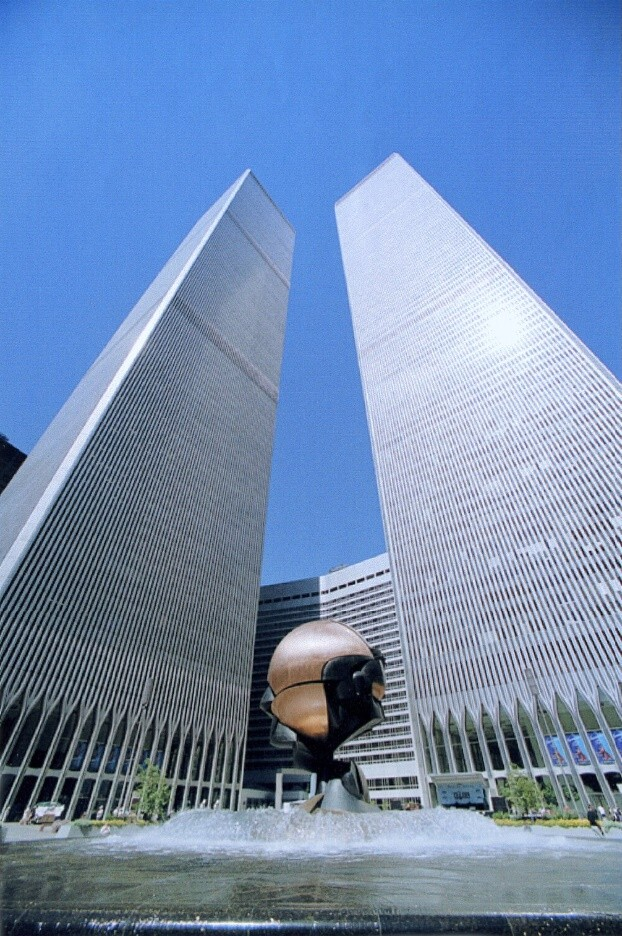
Koenig sah seine Figur als „David“, der dem „Goliath“ in Form der Twin Towers trotzen sollte

Nach der 1972 erfolgten Aufstellung der Großen Kugelkaryatide N.Y. auf dem Vorplatz des World Trade Centers befand die Kunsthistorikerin Christa Lichtenstern, dass „hier ein Bildhauer die Kraft aufgebracht hatte, aus seiner Formensprache heraus – Kugel, Gelenk, Auge – einen in sich autarken plastischen Kosmos zu schaffen, der den Türmen nicht nur trotzte, sondern ihrer anonymen Kubik ein allseitig reiches, individuelles plastisches Leben entgegenstellte.“
Der Kunsthistoriker Peter Anselm Riedl kam unter Einbeziehung der konzeptionellen Begleitzeichnungen Koenigs (Kugelkaryatide N.Y., 1967, Hz 938 bis 962) zur Einschätzung, dass in diesem Formdualismus unmissverständlich ein Totenschädel zur Anschauung kommt. Auch der Kunsthistoriker Peter-Klaus Schuster urteilte 1988: „Blickt man diesem zur Faust gewordenen Polyphem vielmehr ins Angesicht, so ist es auch wieder die Physiognomie des Todes, die einem hier im Geschäftszentrum des Welthandels begegnet.“
Zu einer ähnlichen Interpretation kam bereits im Jahr 1974 der Kunsthistoriker Kurt Martin, laut dem die Kugelform der Plastik und ihre Anspielung auf einen Schädel mit einem starrenden Zyklopenauge Gefühle von Angst, Tod und Zerstörung erweckten. Andererseits könne die Plastik auch als lebensbejahend interpretiert werden; Martin erwähnt die Art und Weise, wie die Kugel sich vom Boden abhebt und weist darauf hin, dass dies an einen keimenden Samen erinnere, der aus der Erde hervorbricht und so gleichzeitig die Stärke des schwachen Keimlings als auch die Schwere der ihm eigenen Last sichtbar macht.
In den 1990er Jahren fertigte Koenig in der Werkgruppe Beben aus Pack- und Tonpapier mehrere Papierschnitte an, die zwei einstürzende Hochhäuser zeigen. Im 2002 veröffentlichten Dokumentarfilm „Fritz Koenigs Kugel – Der Bildhauer und der 11. September“ verweist Koenig in Anbetracht der eingestürzten Zwillingstürme des World Trade Centers auf diese Papierschnittreihe und zeigt eine Auswahl aus der Werkgruppe.

### Nach dem 11. September 2001

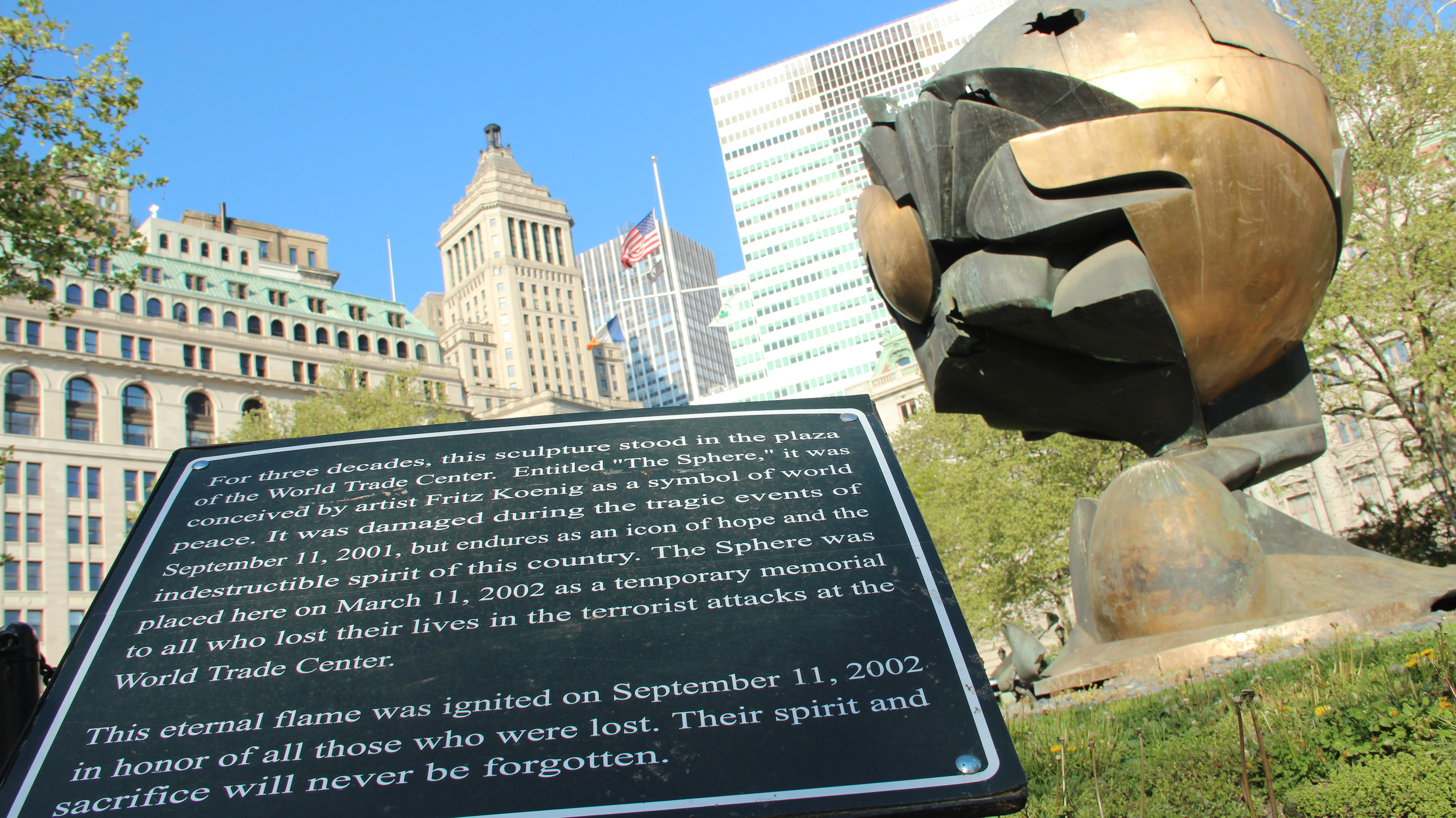
Fritz Koenigs Kunstwerk transformierte nach den Terroranschlägen am 11. September 2001 zu einem bedeutenden Mahnmal

Seit der Bergung aus den Trümmern der eingestürzten Twin Towers veränderte sich die Rezeption von Koenigs Kugelkaryatide; sie wurde als bedeutendes symbolisches Mahnmal zur Erinnerung an 9/11 und als Symbol für „Hoffnung, Widerstandsfähigkeit und Überlebenswillen“ einer ganzen Stadt und Nation wahrgenommen und als „leuchtendes Zeichen der Hoffnung inmitten von Schutt und Trümmern und ein wahres Licht in einer Zeit der Dunkelheit“ bezeichnet.

„Durch Zerstörung, Bewegung und Wiederaufstellung als versehrtes, aber ungebrochenes Mahnmal erhält die Kugelkaryatide visionären Symbolcharakter, der über den allen Kunstwerken immanenten Ewigkeitsanspruch hinausgeht.“

Laut dem Kunsthistoriker Holger A. Klein von der Columbia University in New York habe die Geschichte der Großen Kugelkaryatide N.Y. die Erinnerungskultur in den USA als authentisches Zeugnis für die Ereignisse des 11. September 2001 entscheidend mitgeprägt. Durch die Transformation zum Mahnmal erhielt Fritz Koenigs Plastik eine zeitgeschichtliche Bedeutungserweiterung, die jenseits ihrer Rolle in der Kunstgeschichte des 20. Jahrhunderts von außergewöhnlichem Wert ist.
2002 griff Koenig die Große Kugelkaryatide N.Y. noch einmal in seinem als Danksagung geschaffenen Kunstwerk Votiv, 11. September 2001 auf. Das Werk zeigt eine sehr kleine Version der Kugelkaryatide auf und vor einem aus Kohlepapier erstellten, zerknitterten schwarzen Hintergrund, der im Verhältnis zur Plastik übermächtig erscheint. Koenig untertitelte sein Werk mit den Worten:

„Ein Terroranschlag legte am 11. September 2001 das World Trade Center in Schutt und Asche. Nur die Große Kugelkaryatide überlebte schwer verletzt ihre Gestalt bewahrend, das Inferno.“

## Ausstellungen
- 2021: The Way We Remember in der Wallach Art Gallery der Columbia University, New York City (10. September 2021 bis 13. November 2021)[77]
- 2021: 9/11 und die Koenig Kugel im Koenigmuseum, Landshut (11. September 2021 bis 11. Februar 2022)[78]
- 2024: Fritz Koenig in New York im Goethe-Haus, New York City (28. Juni 2024 bis 30. Juni 2024)[79]

## Dokumentarfilme
- Dagmar Damek: Fritz Koenig und seine Welt (BR, 1974)
- Percy Adlon: Fritz Koenig (BR, 1979–2002)
- Percy Adlon: Fritz Koenigs Kugel – Der Bildhauer und der 11. September (BR, 2002)
- Astrid Bscher: Koenigs New Yorker Kugel – Eine Plastik wird zum Symbol (BR, 2021)
- R. Michael Stecher: The Transformation of The Sphere (YouTube, 2018)